# Bartkowa
Bartkowa – dawna wieś, od 2009 niestandaryzowana część wsi Bartkowa-Posadowa, w Polsce, położona w województwie małopolskim, w powiecie nowosądeckim, w gminie Gródek nad Dunajcem. Stanowi południową część wsi.
Pod okupacją austriacką Bartkowa stanowiła gminę jednostkową. W 1900 roku jej obszar obejmował on 727 ha, zamieszkały przez 905 osób. W 1919 roku do gminy Bartkowo włączono zniesiony obszar dworski Posadowa, a gminę następnie nazywano Bartkowa-Posadowa. W 1934 z gminy tej powstała gromada Bartkowa-Posadowa w nowo utworzonej zbiorowej gminie Kobyle-Gródek.
W latach 1975–1998 miejscowość położona była w województwie nowosądeckim.
Z dniem 1 stycznia 2009 zniesiono dotychczasowe nazwy dwóch wsi Bartkowa i Posadowa oraz utworzono wieś o nazwie Bartkowa-Posadowa. W rejestrze TERYT „nowa” wieś otrzymała dotychczasowy numer wsi Bartkowa